# Jehuda ben Jicchak Abravanel
Jehuda ben Jicchak Abravanel (hebrejsky יהודה בן יצחק אברבנאל‎, též Abrabanel, známější pod latinským jménem Leo Hebræus nebo ekvivalenty Leone Ebre v italštině, León Hebreo ve španělštině a Leão Hebreu v portugalštině, cca 1460, Lisabon – po 1521, Neapol), byl židovský lékař, básník a novoplatónský renesanční filosof. 

## Život a dílo
Byl nejstarším synem filozofa, státníka a teologa Izáka Abrabanela. Pocházel z Portugalska a druhou polovinu života strávil v Itálii.
Jeho dílo mělo velký vliv na filozofy 17. století, především na Giordana Bruna a Barucha Spinozy.

## Dílo
- 1535: Dialoghi di amore (Dialogy o lásce)